# Włodzimierz Więźlak
Włodzimierz Więźlak (ur. 1926, zm. 24 września 2018) – polski specjalista w zakresie odzieżownictwa, prof. zw. dr inż..
Był dziekanem Wydziału Technologii Materiałowych i Wzornictwa Tekstyliów Politechniki Łódzkiej, a także długoletnim dyrektorem Instytutu Metrologii Włóknin i Odzieżownictwa PŁ. Tytuł profesora uzyskał w 1989. Był między innymi kawalerem Krzyża Oficerskiego Orderu Odrodzenia Polski.
Zmarł 24 września 2018 i został pochowany na cmentarzu komunalnym Doły w Łodzi.

## Wybrana bibliografia autorska
- Materiałoznawstwo włókiennicze : praca zbiorowa (Wydawnictwo Przemysłu Lekkiego i Spożywczego, Warszawa, 1963; wspólnie z Bohdanem Beuthem i Witoldem Marcinkowskim)
- Odzież: budowa, własności i produkcja (Wydawnictwo Naukowe Instytutu Technologii Eksploatacji - PIB, Łódź, 2009; ISBN 978-83-7204-866-0; wspólnie z Joanną Elmrych-Bocheńską i Januszem Zielińskim)
- Opracowanie metody badania odporności na zmęczenie nici z rdzeniem gumowym (Instytut Włókiennictwa, Łódź, 1966; wspólnie z Wojciechem Szmelterem)